# Трамвай серії 71-625
КТМ-25 (71-625) — нереалізований проєкт Усть-Катавського вагонобудівного заводу російського пасажирського моторного чотиривісного чотиридверного одностороннього трамвайного вагона з повністю низькою підлогою.

## Історія створення
Вперше про роботу конструкторів Усть-Катавського вагонобудівного заводу над принципово новою моделлю трамвайного вагона з повністю низькою підлогою стало відомо на початку 2000-х років, коли були оголошені плани заводу почати з вересня 2002 року виробництво що не має аналогів на пострадянському терені нового низькопідлогового трамвайного вагона 71-625. Однак через низку причин плани УКВЗ не було здійснено у заплановані терміни. Повернутися до розробки та проєктування цієї моделі конструкторському відділу заводу вдалося лише у 2013 році.
У жовтні 2013 року на базі Нижньокамського підприємства «Міськелектротранспорт» представниками Торгового Дому Усть-Катавського вагонобудівного заводу проведено презентацію нових трамвайних візків, на основі яких УКВЗ планував розпочати будівництво першого у російській історії повністю низькопідлогового одиночного трамвайного вагона. Проте, на початку 2014 року УКВЗ розірвав відносини зі своїм Торговим домом, якому й належали права на візок для нового вагона, що зробило перспективи випуску вагона під маркою 71-625 туманними. Надалі один із засновників ТД УКВЗ, що вийшов зі складу фірми, організував компанію «ПК Транспортні системи», запросив головного конструктора УКВЗ і викупив конструкторську документацію на візок у ТД УКВЗ, внаслідок чого вагон, що технологічно став наступником 71-625, почав випускатися Тверським вагонобудівним заводом під індексом 71-911.

## Технічні подробиці
При створенні трамвайного вагона 71-625 за основу було взято модель 71-623, з внесенням в екстер'єр незначних змін: фальшбортами на даху, іншою формою передньої та задньої оптики. Інтер'єр вагона передбачалося виконати з використанням профілів з алюмінієвого сплаву. Крім цього, на відміну від моделі 71-623, у салоні 71-625 передбачалося встановити кондиціонер. Найбільші зміни відбулись у візках, які були сконструйовані інженерами Усть-Катавського заводу, а зібрані працівниками Нижньокамського підприємства «Міськелектротранспорт». Розроблені з нуля передові технічні рішення в частині подвійного підресорювання рами та 130 мм кліренсу дозволили успішно адаптувати візки під стан російських трамвайних колій. Подібних трамвайних візків у російському трамваєбудуванні до цього не було.